# Cannelloni, macaroni
"Cannelloni, macaroni" är en sång skriven av Lasse Holm, och inspelad av honom och utgiven på singel 1986.
Melodin testades på Svensktoppen där den låg i 13 veckor det året under perioden 18 maj–12 oktober 1986.
Låten, som även framfördes i TV-programmet Razzel, skrevs ursprungligen på engelska, men arrangören Lennart Sjöholm ville att den skulle vara på italienska då den hade arior. Lasse Holm gick då till olika pizzerior och läste menyer över italienska maträtter. Bert Karlsson ville ha med låten i Melodifestivalen, vilket aldrig blev av, och låten blev populär på pizzerior. En påkostad video, som dock sällan visades, spelades också in. Fyra lyftkranar användes, och kameraåkning över långa matbord där Lasse Holm stod och sjöng i vit kostym. Videon fick pris i England för "sämsta video någonsin". I en reklamfilm för Adressändring påstår Lasse Holm att han kom på texten då han fick ett reklamblad från en pizzeria och trodde det var en låttext som han hade beställt. På skivinspelningen medverkade även sopranen Åse Enhamre.
Sången används i filmen Sune i fjällen från 2014.